# Ленинградская (антарктическая станция)
Ленинградская — российская антарктическая станция на берегу Отса (северное побережье Земли Виктории). Открыта 25 февраля 1971 года участниками 15-й Советской Антарктической экспедиции, законсервирована в марте 1991 года. На станции проводились наблюдения по метеорологии, земному магнетизму, океанологии и гляциологии.
Температура воздуха в этом районе практически весь год отрицательная (−1,5 °C в июле). Только несколько дней в году среднедневная температура превышает нулевую отметку.
В феврале 2006 года руководитель Российской антарктической экспедиции (РАЭ) Валерий Лукин заявил:
Планируется открыть ранее законсервированные станции Молодёжная, Ленинградская и Русская в сезоне 2007—2008 года. Это принесёт большую пользу, поскольку эти станции находятся в Тихоокеанском секторе Антарктики, который мало охвачен научными исследованиями.
Станция была временно расконсервирована 53-й сезонной Российской Антарктической экспедицией (РАЭ) для проведения сезонных работ во время антарктического лета 2007—2008 годов. Оказалось, что за период с 1991 года кто-то побывал на станции, взломал почти все двери и оставил их открытыми, поэтому внутри зданий был лёд до потолка. Участникам 53-й РАЭ удалось проникнуть лишь в два помещения.